# Manuel Antonio Valdizán
José Manuel Antonio Valdizán Tellez fue un político peruano. 
Nació en Huánuco en 1790, hijo de Juan Antonio Valdizán y María Tellez Meneses. En 1810 ingresó al Convictorio de San Carlos y en 1819 en la Universidad de San Marcos.
Fue miembro del Congreso Constituyente de 1822 por el departamento de Junín. Dicho congreso constituyente fue el que elaboró la primera constitución política del país.